# ボヤン・ミオフスキ
ボヤン・ミオフスキ（Bojan Miovski マケドニア語: Бојан Миовски、1999年6月24日 - ）は、北マケドニア・シュティプ出身のプロサッカー選手。ジローナFC所属。ポジションはFW。

## クラブ経歴
2016年に17歳でFKブレガルニツァ・シュティプとトップチームに昇格。以降2020年まで国内リーグプルヴァ・マケドンスカ・フドバルスカ・リーガのチームを渡り歩く。
2020年7月3日、MTKブダペストFCと契約。2021-22シーズンは自己最多のシーズン8ゴールを決めた。
2022年6月28日、アバディーンFCと4年契約を締結した。
2024年8月15日、ジローナFCに移籍した。

## 代表歴
2017年から3年間、ユース世代の北マケドニア代表でプレー。2021年9月にフル代表初招集。10月8日の2022 FIFAワールドカップ・ヨーロッパ予選のリヒテンシュタイン戦で代表デビューを果たした。